# 静岡地方裁判所
静岡地方裁判所（しずおかちほうさいばんしょ）は、静岡県静岡市にある日本の地方裁判所の一つで、静岡県を管轄している。略称は、静岡地裁（しずおかちさい）。浜松、掛川、沼津、富士、下田に支部を置いている。
静岡県を管轄しており、静岡地方裁判所には静岡市葵区に置かれている本庁のほか、浜松市中央区、掛川市、沼津市、富士市、下田市の5市に地方裁判所と家庭裁判所の支部を設置しているほか、前述の6箇所にくわえ静岡市清水区、熱海市、三島市、島田市の4箇所を加えた10箇所に簡易裁判所を設置している。また静岡、沼津、浜松の3つの検察審査会も設置されている。

## 所在地
- 本庁：静岡市葵区追手町10-80　北緯34度58分46.7秒 東経138度22分48.6秒 / 北緯34.979639度 東経138.380167度
東海道新幹線, JR東海道線 静岡駅北口から徒歩20分，又は県立病院高松線(県立病院方面，10番乗り場)で約5分，中町下車徒歩5分
- 浜松支部：静岡県浜松市中央区中央1丁目12-5　北緯34度42分38.9秒 東経137度44分9.4秒 / 北緯34.710806度 東経137.735944度
東海道新幹線, JR東海道線 浜松駅北口･広小路地下道出口C番から北へ徒歩約10分
遠州鉄道鉄道線 遠州病院駅から東へ徒歩約5分
- 掛川支部：静岡県掛川市亀の甲2丁目16-1　北緯34度45分58.2秒 東経138度0分41.4秒 / 北緯34.766167度 東経138.011500度
東海道新幹線, JR東海道線, 天竜浜名湖鉄道天竜浜名湖線 掛川駅南口から徒歩約10分
- 沼津支部：静岡県沼津市御幸町21-1　北緯35度5分39.8秒 東経138度51分54.1秒 / 北緯35.094389度 東経138.865028度
JR東海道線, 御殿場線 沼津駅南口から徒歩15分，又はバス(駅7番線乗場)で約7分の裁判所前下車
- 富士支部：静岡県富士市中央町2丁目7-1　北緯35度9分37.3秒 東経138度40分53.8秒 / 北緯35.160361度 東経138.681611度
JR東海道線, 身延線 富士駅からバス吉原中央駅行き(1時間に2から3本程度)で約15分(日中時)の市役所前下車徒歩5分又は富士見台団地行き(1時間に1本程度)で約15分(日中時)の裁判所前下車
東海道新幹線 新富士駅からタクシーで約15分
岳南電車岳南線 ジヤトコ前駅下車徒歩15分
- 下田支部：静岡県下田市4丁目7-34　北緯34度40分23.4秒 東経138度56分28.9秒 / 北緯34.673167度 東経138.941361度
伊豆急行線 伊豆急下田駅から徒歩約10分

## 管轄区域
本庁
- 静岡市、島田市、焼津市、藤枝市、御前崎市（旧浜岡町域を除く）、牧之原市、榛原郡吉田町、川根本町

浜松支部
- 浜松市、磐田市、袋井市、湖西市

掛川支部
- 掛川市、御前崎市（旧浜岡町域）、菊川市、周智郡森町

沼津支部
- 沼津市、熱海市、三島市、伊東市、御殿場市、裾野市、伊豆市、伊豆の国市、田方郡函南町、駿東郡清水町、長泉町、小山町

富士支部
- 富士宮市、富士市

下田支部
- 下田市、賀茂郡東伊豆町、河津町、南伊豆町、松崎町、西伊豆町

※ただし、行政事件は本庁で、掛川支部管内の執行事件（不動産競売）、合議事件及び少年事件または裁判員の参加する刑事裁判は浜松支部で、富士・下田の各支部の合議事件及び少年事件または裁判員の参加する刑事裁判、下田支部管内の執行事件（不動産競売）は沼津支部でそれぞれ取り扱う。

### 管内の簡易裁判所

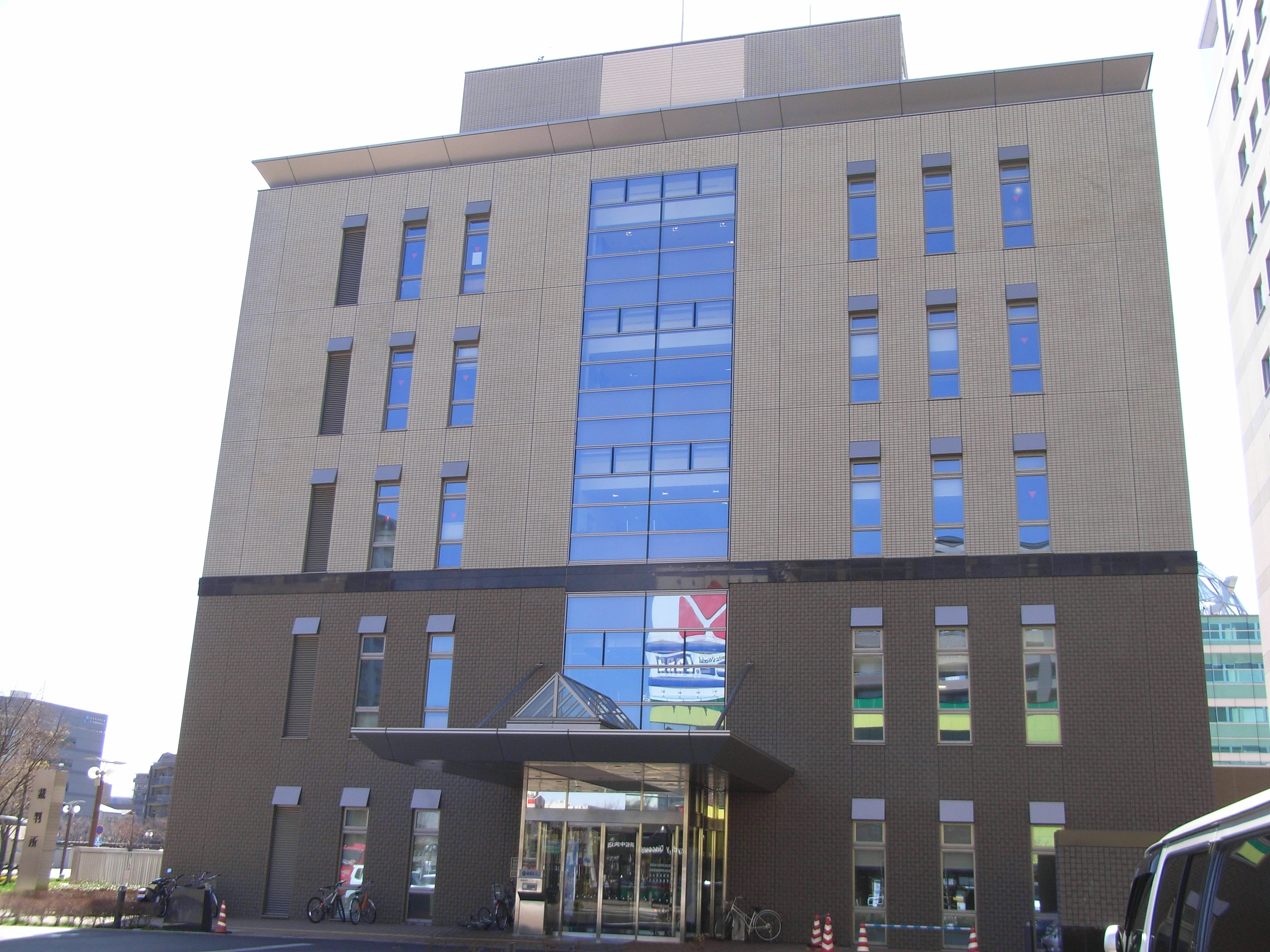
静岡地方裁判所浜松支部・浜松簡易裁判所・静岡家庭裁判所浜松支部

## 歴代所長
（任期の後ろは後職）
- 門口正人（2002年6月 - 2003年12月 東京高等裁判所部総括判事）
- 富越和厚（2004年4月 - 2005年3月　東京高等裁判所部総括判事）
- 吉戒修一（2005年3月 - 2006年12月　東京高等裁判所部総括判事）
- 鈴木健太（2006年12月 - 2007年12月　東京高等裁判所部総括判事）
- 園尾隆司（2007年12月 - 2009年3月　東京高等裁判所部総括判事）
- 福田剛久（2009年3月 - 2010年1月　東京高等裁判所部総括判事）
- 大谷直人（2011年1月 - 2012年3月　最高裁判所事務総長）
- 河合健司（2012年3月 - 2013年3月　東京高等裁判所部総括判事）
- 林道晴（2013年3月 - 2014年9月　東京高等裁判所部総括判事）
- 安浪亮介（2014年9月 - 2016年2月　東京高等裁判所部総括判事）
- 尾島明（2016年2月 - 2016年12月　東京高等裁判所部総括判事）
- 廣谷章雄（2017年1月 - 2018年7月　横浜家庭裁判所所長）
- 三角比呂（2018年7月 - 2020年8月　東京高等裁判所部総括判事）
- 伊藤雅人[1]（2020年8月 - 2021年7月　東京高等裁判所部総括判事）
- 村田斉志（2021年7月 - 2023年7月　東京家庭裁判所長）
- 永渕健一（2023年7月 - 2024年8月　東京高等裁判所部総括判事）
- 吉崎佳弥（2024年8月 - 現職）